# ファン・カルロス・コビアン
ファン・カルロス・コビアン（Juan Carlos Cobián、1896年5月31日 - 1953年12月10日）は、タンゴの作曲家・ピアニスト・楽団代表・作詞家。タンゴの名曲『ノスタルヒアス』の作曲者。

## 人生
1896年5月31日、ブエノスアイレス州のピグエ（Pigüe）に生まれる。
1911年、映画館でのピアニストとして、プロの音楽家としての仕事を始める。1913年、ヘナロ・エスポシトのタンゴ楽団に所属する。1922年、オスバルド・フレセド楽団のメンバーとなる。その直後、自分が代表する楽団を結成することとなる。
1922年、ファン・カルロス・コビアン楽団を結成する。バンドネオンをペドロ・マフィアが担当し、ヴァイオリンをフリオ・デ・カロが担当する。1924年、楽団代表の地位をフリオ・デ・カロに譲り、ファン・カルロス・コビアンはアメリカ合衆国ニューヨークに移住し、タンゴとジャズのピアニストとしての生活を送る。1928年にブエノスアイレスに戻り、また新しい自分が代表する楽団を結成するものの、すぐ解散となる。1936年に、有名なタンゴ『ノスタルヒアス』を作曲する。アメリカ合衆国に行き、音楽活動を行う。1943年にまた、ブエノスアイレスに戻る。
1953年、死去する。

## 著名な作品
ファン・カルロス・コビアン作曲
- ノスタルヒアス　Nostalgías
- ロス・マレアドス　Los Mareados

「ノスタルヒアス」について
カルロス・ガルデルやリベルタ・ラマルケのタンゴの時代を作ってきた歌手の持ち歌であるのとともに
、現在でも、人気があるタンゴで、布施明もカヴァーしている曲である。